# Młyniska (Krynica Morska)
Młyniska (auch Siekierki; deutsch Schellmühl) ist seit 1991 ein Ortsteil der Stadtgemeinde Krynica Morska (Kahlberg) auf der Frischen Nehrung in der Woiwodschaft Pommern in Polen.

## Geographie und Schutzgebiete
Młyniska liegt am Frischen Haff auf der Frischen Nehrung. Westlich des Orts liegt Przebrno (Pröbbernau) mit dem ehemaligen Wohnplatz (Schmirgel). Östlich lag der Wohnplatz Langhaken, der in der Stadt Krynica Morska aufgegangen ist. Die Dünen der Nehrung steigen nördlich des Orts bis auf etwa 30 m n.p.m. an. Der 1985 errichtete Park Krajobrazowy Mierzeja Wiślana (PKMW; Landschaftsschutzpark Frische Nehrung) umfasst den polnischen Teil der Frischen Nehrung. Das Waldschutzgebiet „Buki Mierzeja Wiślanej“ (Buchenwald der Frischen Nehrung) des Landschaftsschutzparks erstreckt sich über sieben Hektar auf dem Gebiet der Orte Przebrno und Młyniska.

## Geschichte
Über die Nehrung verlief der Handelsweg von Danzig nach Königsberg. Im Deutschordensstaat gehörte die Vitte Pröbbernau zum Fischamt der Elbinger Komturei. Von 1454 bis zu den Polnischen Teilungen gehörte Pröbbernau zur Stadt Danzig in Polnisch-Preußen. Zeitweise hatte auch der Bischof des Ermlands Ansprüche auf die Nehrung von Schote (später Schottland) bis Schmergrube östlich von Kahlberg erhoben. In der Danziger Zeit wurde das Kirchspiel Pröbbernau unter dem Patronat der Stadt Danzig gegründet. Spätestens 1605 war es eine evangelische Pfarrei, die die Orte der Nehrung von Vogelsang bis Kahlberg umfasste. Katholiken waren nach Fürstenwerder eingepfarrt.
Mit Unterbrechung durch die Zeit der Republik Danzig (1807–1814) gehörte Schellmühl vom Ende des 18. Jahrhunderts bis 1919 zur Provinz Westpreußen. Pröbbernau wurde Sitz eines Amtsbezirks und Standesamts. Die Landgemeinde umfasste das Dorf Pröbbernau sowie die Wohnplätze Schottland, Schmirgel, Schellmühl und Langhaken. Nach Teilung des Kreisgebiets kam die Landgemeinde 1887 vom Landkreis Danzig zum Kreis Danziger Niederung. Die Einwohnerzahl Schellmühls sank innerhalb von zwanzig Jahren von 84 auf 46 im Jahr 1905.
Mit Inkrafttreten des Versailler Vertrags am 10. Januar 1920 kam Pröbbernau zur Freien Stadt Danzig, Schellmühl dagegen zum Amtsbezirk Kahlberg im Landkreis Elbing. Ende 1920 wurde die Grenze korrigiert und Pröbbernau wurde am 24. Dezember 1920 wieder Teil des Deutschen Reichs. Mit Wirkung vom 1. Juli 1922 erfolgte die förmliche Eingliederung in die Provinz Ostpreußen. Der Landkreis gehörte zum Regierungsbezirk Westpreußen mit Sitz in Marienwerder. Nach dem deutschen Überfall auf Polen kam der Landkreis am 26. November 1939 zum Regierungsbezirk Danzig im neu gebildeten Reichsgau Danzig-Westpreußen (zunächst Reichsgau Westpreußen).
Zwangsarbeiter und Häftlinge des „Aussenkomando Pröbbernau des Zivil-Gefangenenlagers Stutthof“ mussten von Ende 1939 bis 1944 einen drei Kilometer langen Deich vor den Orten Schottland, Pröbbernau und Schellmühl errichten. Hinter dem 1,8 Meter hohen Damm entstand eine Retentionsfläche von 150 Hektar. Der Damm wurde 1945 zerstört und nach Kriegsende wieder aufgebaut. Es ist der einzige Polder des Landes außerhalb des Weichsel-Nogat-Deltas. Die Nehrung wurde in den letzten Tagen des Weltkriegs von der Roten Armee erobert. Die Riegelstellung „14a“ bei Schellmühl wurde bis zum 5. Mai 1945 durch die 170. Infanterie-Division (Panzer Grenadier Regiment 12) gehalten.
Mit dem Ende des Zweiten Weltkrieges kam Westpreußen an die Volksrepublik Polen. Młyniska wurde ein Weiler (osada) der Landgemeinde Sztutowo (Stutthof), die von 1954 bis 1972 in Gromadas aufgelöst wurde. Das Gebiet gehörte von 1975 bis 1998 zur Woiwodschaft Elbing und kam 1999 zur Woiwodschaft Pommern. Mit der Erhebung Krynica Morskas zur Stadt wurde Młyniska 1991 eingemeindet und ein Ortsteil der kleinsten Gemeinde des Landes mit 1303 Einwohnern (2021).

## Verkehr
Die Woiwodschaftsstraße DW501 führt von Danzig über Krynica Morska nach Nowa Karczma (Piaski, Neukrug) an der Landesgrenze zu Russland. Von Krynica Morska bestehen Fährverbindungen nach Frombork (Frauenburg) und Elbląg (Elbing). Der nächste internationale Flughafen ist Danzig.